# Balancé

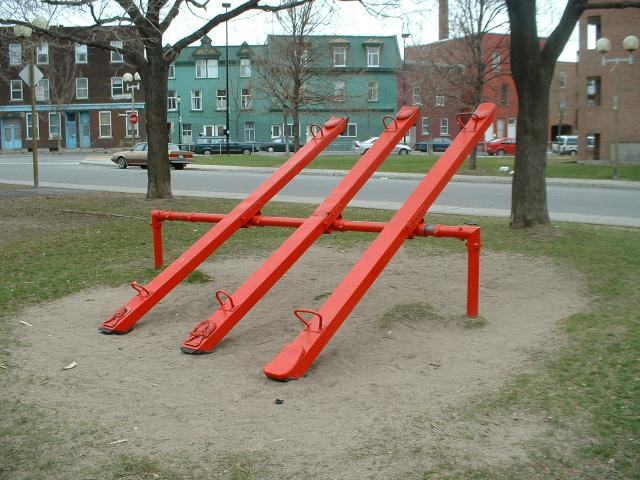
Três gangorras montadas na mesma base

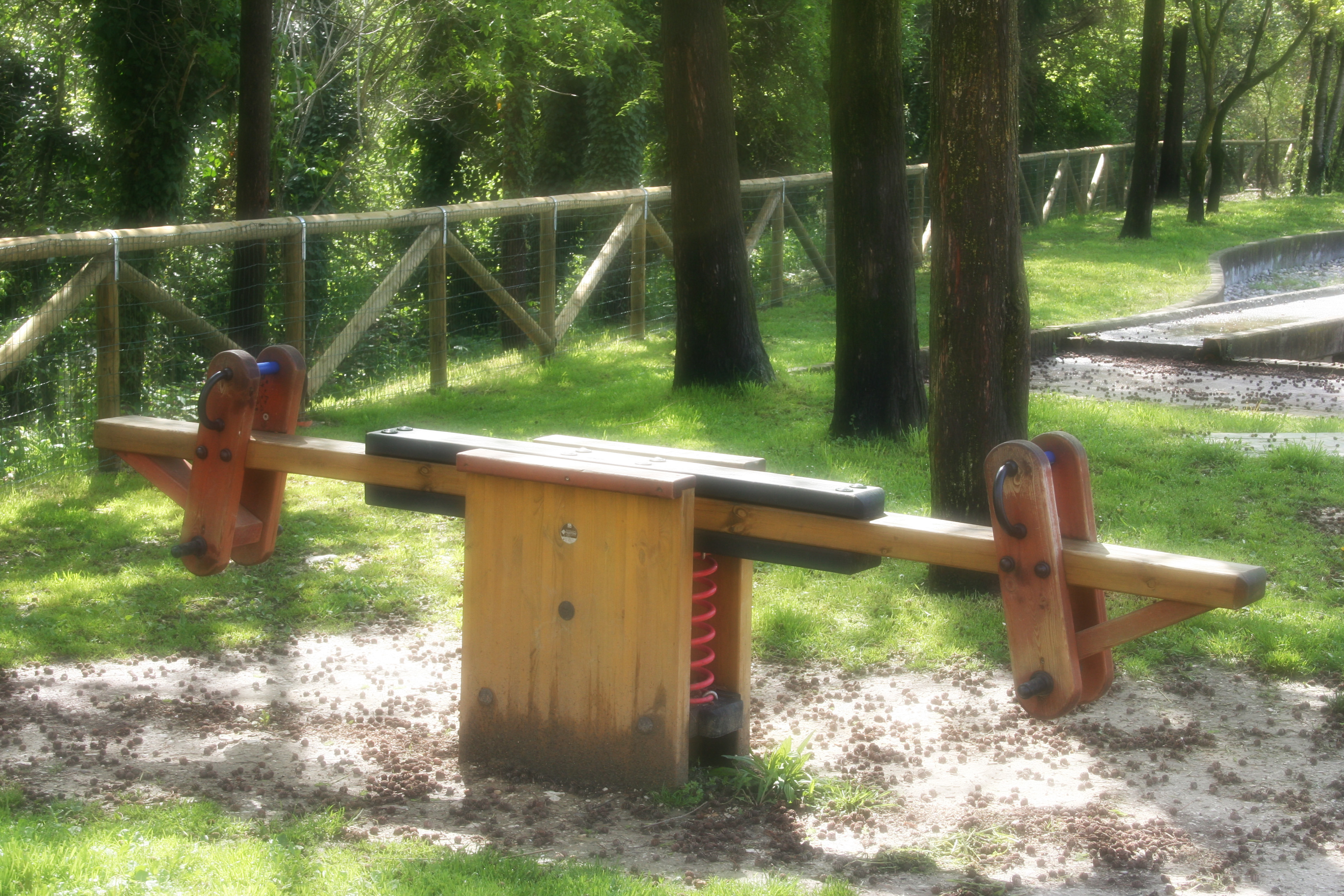
Balancé de segurança, com molas

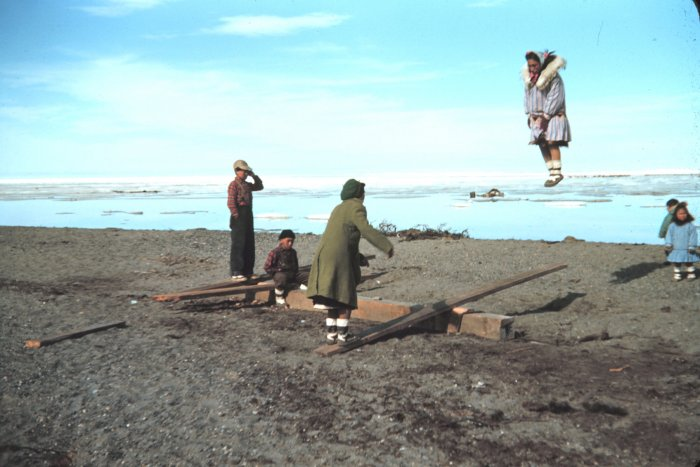
Balancé improvisado, para acrobacia

Uma gangorra, zanga-burrinho (português brasileiro) ou balancé (português europeu) é um equipamento de lazer desportivo que consiste de uma tábua longa e estreita equilibrada e fixa no seu ponto central (fulcro) usando o princípio da máquina simples alavanca.
Geralmente, um balancé ou gangorra está equipado com assentos e manípulos em cada ponta. Duas pessoas de pesos comparáveis sentam-se nas extremidades do equipamento e, alternadamente, impelem-se para cima por extensão dos joelhos, fazendo descer a extremidade oposta.
Provas de acrobacia circense, desportiva, e de agilidade animal fazem frequentemente uso de balancés.
Um balancé pode funcionar em ausência de gravidade.
É conhecido no litoral paranaense (Paranaguá) como catita.